# 李克明
李克明（1957年7月—），男，汉族，安徽定远人，祖籍江西武宁。中国共产党党员，中华人民共和国政治人物，前国务院总理李克强胞弟。

## 生平
1978年2月至1980年7月，在安徽省轻工业学校学习。1980年7月参加工作，任安徽省合肥市永康食品厂干部。
1982年7月，调到安徽省烟草公司生产技术处任副科级干部。1984年9月到1986年7月，在安徽经济管理干部学院（安徽行政学院）工业企业管理系工业企业管理专业学习。1986年7月到1991年7月，任安徽省烟草专卖局（公司）生产技术处副科级干部、主任科员。1991年7月到1994年3月，历任安徽省烟草专卖局（公司）生产技术处副处长、处长。
1994年3月，出任国家烟草专卖局生产调度司生产处处长。1997年6月，挂职担任河北省烟草公司副经理。1998年7月，升任国家烟草专卖局发展计划司副司长。2000年3月，升任国家烟草专卖局经济运行司司长。2002年4月，任国家烟草专卖局发展计划司司长。2003年7月，升任国家烟草专卖局党组成员、副局长。
2015年1月，升任国有重点大型企业监事会主席（副部长级），分管第08办事处，负责监督中国国电集团公司、神华集团有限责任公司、中国诚通控股集团有限公司、中国有色矿业集团有限公司。2018年1月，当选第十三届全国政协委员。

## 家庭
- 父：李奉三，曾任安徽省凤阳县县长，安徽省蚌埠市中级人民法院院长，安徽省地方志办公室副主任。
- 母：曹丽俊。
  - 同父异母兄：李克和，航天部二院专家。
  - 同父异母兄：李克平，安徽省发改委副巡视员。
  - 同父异母姐：李克珍，普通职工。
  - 姐：李晓晴，安徽省国资委信息中心主任。
  - 兄：李克强（1955—2023），原中共中央政治局常委、国务院总理[7][8]。